# گل‌محمدلی، جلیل‌آباد
گل‌محمدلی (به ترکی آذربایجانی: Gülməmmədli) یک منطقه مسکونی در جمهوری آذربایجان است که در شهرستان جلیل‌آباد واقع شده است. گل‌محمدلی ۲۴۴۲ نفر جمعیت دارد.